# فيدروس (أفلاطون)

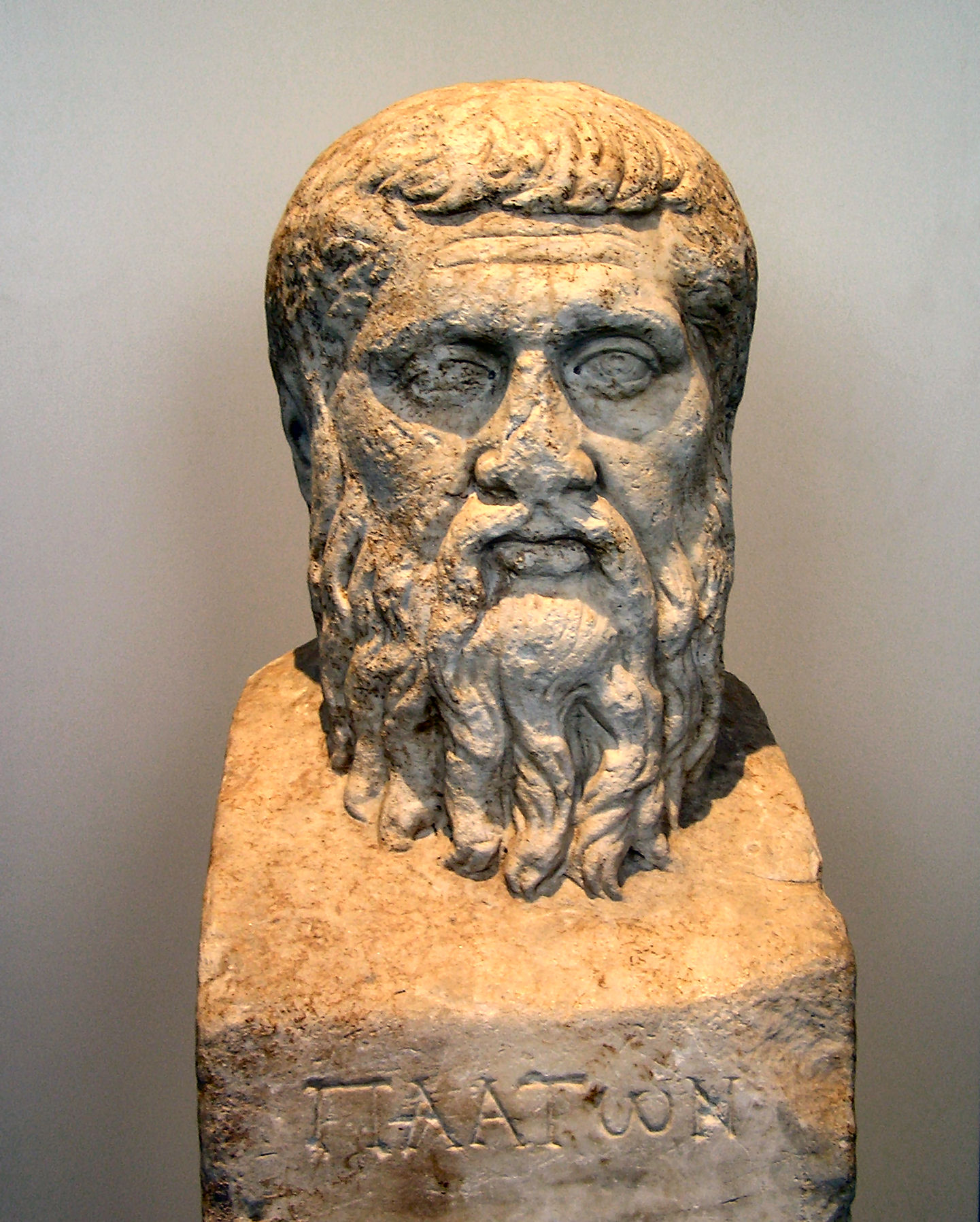
تمثال أفلاطون في متحف التس(Altes Museum) في برلين

الحوار فيدروس كتبه أفلاطون بعد الحوار الجمهورية، لانه أشار إليها في هذا العمل، ويرتبط ارتباطا وثيقا مع مواضيع حوار الندوة (Symposium). فيدروس مصنف من ضمن حوارات المرحلة الأخيرة. ومن شخصيات الحوار من الممكن تصور ان الحوار حدث بين عام 420 و 410 قبل الميلاد.
فيدروس تعتبر من أهم المحاورات التي أظهرت لأفلاطون نظرية إيجابية في الفن وفلسفة الجمال التي كانت غامضة في المحاورات الأخرى.
عنصر هام من هذا الحوار هو تمجيدها للحماس في الحياة الروحية ونقدها لعملية تعلم الكتابة. [بحاجة لمصدر]
في هذا الحوار نرى ان الفيلسوف افلاطون يظهر نقد لهوميروس  وعداوة للشعر. وهذا ليس بالامر الغريب على فيلسوف اثار مشكلة الفن على نطاق واسع. واقصى أحكامه على الفن انه محاكاة غايتها اثارة اللذة وتمويه الحقيقة، وكذلك الخطابة باعتبارها نوع من السفسطة والزينة. أي تلك الأفعال التي لا تعود على الإنسان بالخير بل تكسبه مظهر الصحة والسلامة فقط. ربما كل هذا ناتج عن الفلسفة السقراطية التي كانت تتمسك بالعقلانية والتشدد الأخلاقي والقضاء على كل ما هو اندفاع وجداني أو حماسي. كما فسرها الفيلسوف الألماني نيتشه.
في الفترة الافلاطونية الاخيرة (365-368 ق م) يمكن تتبع ثلاثة حوارات: فيدروس (Phaedrus)، وبارمنيدس (Parmenides) والثئيتتس (Theaetetus). بهذه الحوارات أفلاطون يبدأ بتناول القضايا التي ستكون مركزية في حوارات الشيخوخة (المسمية أيضا «الجدلية»).

## نقد أفلاطون لفنون عصرة وتعريفه للفن المثالي
وبما ان فلسفة سقراط كانت موجهه للعناية بالنفس وطرح كل القيم المادية، التي زاد الإحساس بها في عصرة. فمن أسباب نقد افلاطون لهذه الفنون، تحررها من القواعد والتقاليد المتوارثة التي كانت تقدوها إلى خدمة المبادئ الدينية والأخلاقية. مثلا شكوك السفسطاني بروتاغوراس في الدين والمعرفة وان الإنسان هو مقياس كل شيء: أي ان الأشياء تختلف باختلاف النظر إليها وان مفاهيم الجمال والعدالة والخير ليست ثابتة ولا مطلقة ولا ترجع إلى أي مصدر الاهي.
وأيضا في حالة الرسامون براسيوس (parrasius) وزيكوسيس (zeuixis) الذين اعتمدوا استخدام تقنية ترمبلوي البصري "
أكد افلاطون تكرارا ان الفنان محاك لا يعرف ما يحاكيه أو هو مدفوع من قوة لاعقلانية لا يعي معها ما يفعل أو يقول وبالتالي يثير في نفوس الناس اضطرابا لا يستقيم مع الحكمة والاتزان اللذان تنشدهما الفلسفة.
كان افلاطون دائم النقد لتغييرات أخرى في الموسيقى والنحت الخ، التي تهدف فقط إلى الحصول على التذوق الحسي للجمال. وكما روى أكسينوفون سقراط كان يذهب إلى التوحيد بين الجميل وبين الخير والمفيد.
ولكن وفقا لدراسات مثل تلك ل لويس كامبل ولوتسلافسكي فقد مرت فلسفة افلاطون بمراحل مختلفة ترتب عليها ظهور أراء أخرى حول الفن لا تقيدها العقلية السقراطية المرتبطة بالإصلاح الأخلاقي فحسب، بل اتسعت لتساير نظريته في الوجود والمعرفة وتزايد اتجاهه نحو الإيمان والميتافيزيقيا.
امتازت فلسفة أفلاطون بالنسبة لفلسفة المعلّم سقراط، في فصل الكلي عن المحسوس: عند سقراط المعاني العامة للمحسوسات تم فصلها من قبل أفلاطون وسماها المثل. ولكي تبقى المعاني العامّة ثابتة كموضوع للعلم يجب أن تُنتزع منها حركة المحسوس الأبدية.
وما يلفت الانتباه في هذه المحاورة هو تعريف شروط الفن المثالي الذي يحقق وحدة قيم الخير والحق والجمال العقلي التي هي من اعلي قيم المعرفة.
الفن المثالي يحتاج إلى جهد وتصوف للخلاص من الأحاسيس المادية والوصول إلى عملية تذكر للجمال الروحاني الكامن في النفس قبل أن تسكن في الجسد.
مثلا فن الخطابة السائد في عصره والمتمثل في ليسياس لم يرق إلى مستوى الفن الجيد. ففي خطاب اليسياس عن الحب كان هناك نقص ليس فقط في المضمون بل أيضا في الشكل. فالحب عند ليسياس هو نشاط غريزي مضر بالنفس ومفسد للجسد سواء للمحب أو للمحبوب. أما عند افلاطون فالحب هي نعمة الاهية ترفع المحبين إلى السعادة القصوى والخير الأسمى والمعرفة الفلسفية الحقة.
أما من ناحية الشكل فنقد أفلاطون كان يرتكز على عدم الترتيب في خطاب اليسياس حيث بدأ من حيث يجب ان ينتهي وانتهى من حيث يجب أن يبدأ.
الخطابة يجب أن تدرس النفوس وما يؤثر بها إيجابيا من أقوال، كمثل الطب الذي يدّرس الأجساد وما يؤثر بها من عقاقير. الخطابة هي فن قيادة النفوس وتوجيهها بالأقوال.
ويعتبر افلاطون هوس الحب خير أنواع الهوس الإلهية الأربعة:
- هوس الحب Erotike
- هوس الشعر Poetike
- هوس النبوءة Mantike
- هوس الصوفية Telestike

وبما يتعلق بالشعر فان هناك فرق بين الشعراء المهوسين بالحب وبين المهرة في الصنعة الهادفة للكسب. وشتان بين الفيلسوف الذي يحصر تفكيره في دائرة مغلقة وبين الفيلسوف الذي يجتاز المرحلة الاستدلالية (Dianoia) ليرتفع إلى مرحلة الكشف (Noein).
وكما يقول ليون روبان () في مقدمة ترجمته لحوار فيدروس لا يوجد خطابة تؤثر في النفس أو طب يؤثر في الجسد ان لم تعرف العلاقة التي تربط النفس بالجسد.

## هيكل ومواضيع الحوار
الحوار يدور حول استخدام قيمة الخطاب بالنسبة للفلسفة والتعليم: الخلفية، لتوفير الإطار المفاهيمي الأساسي، يبقى نظام الأفكار والطريقة الصحيحة للتوصل إلى معرفة الحقيقة وبثها. فيدروس، شاب أثيني من محبي فن الخطاب، يلتقي سقراط ويبدأ الحديث عن الخطابة، وهما في طريقهما إلى خارج أثينا، إلى وادي الليسو شرق المدينة. الموقع أعطي الفرصة لأفلاطون لإنتاج أجمل الأوصاف البيئية في الأدب اليوناني.
في هذا المشهد من الهدوء والجمال، فيدروس، يقول لسقراط أنه سمع كلام، ولديه نسخة عنه، أن الخطيب ليسياس (Lysias) قد ألف عن الحب، ولا سيما بشأن منح فضائله للغير محبين وليس للمحبين. سقراط يستمع إلى الخطاب الليسياسي الذي يقرأه فيدروس ويرى انه مهم بالنسبة لتقنية الخطابة، ولكن خاطئ بالنسبة للافتراضات المنهجية وبالتالي فالتقنية تفقد قيمتها ان لم يتم تكن مدعومة بحكمة الفكر..
سقراط، ورأسه مغطى يلقى كلمة حول الإيروس. من وجهة نظر ليسياس، من الأفضل الإذعان لمن لا يحب، ولكن انطلاقا من قاعدة فلسفية، لا يملكها ليسياس، كامنة في التمييز الأولي بين الخير والمتعة. أنواع العلاقات المعتبرة هنا هي تلك التي تنشأ بين شاب ورجل من المجتمع الراقي، الذي هو بمثابة معلم يقوده إلى الحياة الاجتماعية. الامر يتعلق بعلاقات كانت مقبولة بشكل شائع في ذلك الوقت، تحت رموز ضمنية من اللواط (Pederasty or sodomy).
وانتقد سقراط مفهوم الحب في خطاب ليسياس الذي يتناول جانب واحد فقط من جوانب الإيروس، وهو هوس الإنسان نحو المتعة. وعارض هذا الخطاب ليضا من الناحية التقنية لإظهار كيف يمكن تطوير شكل أفضل من البلاغة الصحيحة بتقليل المبادئ وبتكثيف المعاني.
ولكن ليس هذا النوع من الايروس هو ما يهم من يسعى للمعرفة. لذلك تكريما للاروس من الضروري إقرار الخطأ للبحث عن جوهره الحقيقي.
الحوار هنا يقدم خطاب ثالث، وهو الجوهر الفلسفي لهذا العمل، ويدخل في الميتافيزيقيا الأفكار التي أفلاطون كان يضمنها في أعماله وخاصة في محاضراته في الأكاديمية.

## الإيروس والهوس الإلهي. أسطورة العربة المجنحة
وإلى جانب الحب كهوس إنساني، يسعى للمتعة في حد ذاتها، هناك الحب كهوس إلهي، الذي عليه تُركز أيضا الكاهنة مانتيناو، (Diotima في حوار الندوة).
لنفهم تماما طبيعة هذا الشكل من الإيروس، من الضروري التعرف على طبيعة الحياة خارج الوجود الأرضي.
نفس الإنسان مقسمة إلى ثلاثة أجزاء: العقلاني، والعاطفي، والإرادي: ويمكن أن تكون ممثلة بعربة ذو أجنحة، يقودها حصانين، واحد أسود متمرد لا يمكن السيطرة عليه، الذي يمثل الروح الشهوانية، أي الرغبة للجنس أو الأكل. والحصان الآخر أبيض يمثل الروح الغاضبة والإرادة والشجاعة. ويمثل العدوانية الإيجابية أو «الحماس», وهذا الحصان أكثر طاعة للعقل. يبدو أن هذه التجزئة الثلاثية للنفس استؤنفت في حوار الجمهورية، ولكن هناك اختلاف جوهري: في الجمهورية يشير إلى الروح فانية، بينما في فيدروس يتحدث عن روح خالدة.
يبدو أن أفضل تفسير يعتبر العربة ماهية (hypostatization) الروح، وكأن فكرة الروح هنا ليست الا نسخة.
العربات المجنحة مكونة من صفوف مختلفة تقودها نفس الاهية. جميع الصفوف لا تتوقف أبدا عن التحرك ومحاولة الارتفاع فوق المستوى الذين هم فيه. ليكونوا قادرين على إلقاء نظرة أبعد إلى ما هو موجود خارج السماء، حيث تقع الأفكار التي تمتد على سهل من الحقيقة.التي تُمنح فقط للآلهة وللصالحين القادرين على الارتفاع فوق ظروف الرجل العادي.
عبرة أسطورة العربة المجنحة لها شقين: من ناحية العواطف والمشاعر يجب أن يقودها العقل. العربة هي التي تقرر إلى أين الذهاب وليس الخيول. والمشاعر من ناحية أخرى لا يمكن مسحها (بدون الخيول تتوقف العربة). وهذا ضد مواقف بعض السقراطيين، التي تنص على أن المشاعر تنشأ من الأخطاء في التقدير، وبالتالي الرجل الحكيم يجب أن يقضي عليها ويقلعها من جذروها.
كل نفس تخضع لدورة التناسخ (Reincarnation) كل 10000 سنة ألف سنة. كل الف سنة النفس تعيش قرن على الأرض وتسعة قرون في الآخرة. فقط نفوس الفلاسفة قادرة على تقصير هذه الدورة، والاستفادة من المعرفة الحقيقية. أما النفوس الأخرى فلا تملك إلا انطباع عابر من هذه الحقيقة .
مع ذلك حتى هذه البرهة الوجيزة من المعرفة هي أمر بالغ الأهمية لأن تترك في الروح ذكرى أفكار وأثر الحقيقة التي يمكن استردادها بالكامل من خلال عملية حث مستمر للذاكرة، وخصوصا إذا الإنسان كان قد وجه علمه نحو الكينونة.
الوسيط بين الأفكار والواحد هو الايروس، الهوس الإلهي يحرك الروح إلى ما هو جميل، لأن الجمال مرتبط بشكل أساسي مع الواحد. الانجذاب نحو هيئة جميلة يساعد على استرداد، في أعماق الروح، الذاكرة لفكرة الجمال: عندما الايروس يكون حرا في اللقاء بين حبيبين، قوته تتفجر لتسود جسد وروح من يحب، تجعل حية ومشرقة صورة الجمال التي تولد بدورها ذاكرة قصيرة ولكن كثيفة للأفكار الثابتة والأبدية للحقيقة.
الفيلسوف هو الذي يعرف المعنى الحقيقي والوظيفة الحقيقية للإيروس، لأنه يدرك صلته بالجمال والحقيقة.

## قيمة الخطاب الصحيح: التجزئة (dihairesis) والخلاصة (synopsis) - تقسيم وجمع
مسلح بهذه المعرفة، الفيلسوف يعرف أن الفن الحقيقي للخطاب تقوم ابتدأ من معرفة الحقيقة: أشكال أخرى من التعبير، مثل تلك الموجودة في خطاب ليسياس، ليست سوى تشويه للمعرفة، ومناسبة فقط لمتعة مؤقتة وفارغة.
ولكن أفلاطون يقول أكثر من ذلك بكثير: ليس فقط بتحديد ما ينبغي أن يكون المضمون الحقيقي للخطاب، بل بتعريف أيضا التقنية الوحيدة والصحيحة للخطاب، الذي يكمن في التوحيد والتشريح التدريجي، حتى استرداد الوحدة الأصلية للمفهوم. تماما كما بدأت مناقشة سقراط من خلال تحديد الأسباب في مصطلح الايروس ومن ثم تقسيمها إلى هوس بشري وإلهي، قبل الانتقال إلى تجزئة آخرى، حتى إعادة بناء رؤية شاملة. وبالتالي فإن الخطاب الحقيقي هو ما يمضي بعملية الفصل (dihairesis)، وبعملية الخلاصة (synopsis)، أي الرؤية الموحدة، بفصل كل عنصر إلى الأجزاء المكونة له، من خلال تحديد وتحليل، ما هي الأفكار المرتبطة بالمسألة، وفي النهاية مذكرا بالعلاقات بين الأفكار حتى تصور هيكلي موحد.
أفلاطون يعلن ما ينبغي أن يكون الخطاب الصحيح، معارضا إيزوقراطيس (Isocrates) ، الذي تحدث عنه في الحوار فيدروس ذلك الشاب الذي لم يحافظ على الوعود الرائعة، وفي مدرسته، يعلم ان في أساس الخطاب يجب أن يكون هناك معرفة جيدة للتاريخ: تكوينة الخطاب لا تعني شيء إن لم يتم مدعومة من قبل الديالكتيك، التي بالانتقال من التجزئة إلى التكوين، تضع هدفها في معرفة عالم الأفكار.
الخطاب الصحيح هو ذلك الفن الذي يفسر في سياق المعرفة الفلسفية.

## اختتام العمل: سيادة الشفوية
ولكن أفلاطون ذهب أبعد من ذلك بكثير، في وصوله لنفي صلاحية أي خطاب مكتوب، لانه ينشأ بشكل مصطنع.
ويرد ان تحوت (إله الفنون والحرف) ذو الذكاء الرائع (المرادف لهيرميس اليوناني) قابل الفرعون ثاموس، وشاد بفائدة اختراعه الأخير: الكتابة، القادرة على جعل المعرفة الإنسانية خالدة، ومع ذلك فثاموس رفض الهدية، قائلا ان الكتابة هي في الواقع عدو المعرفة الحقيقية، لأن الخطاب الصحيح هو الذي يبلغ شفهيا، القادر على نقش روح المستمع، في حين أن الكلمة المكتوبة تبقى ثابتة في سكون وصمت دائم.
خارج القصة، يؤكد أفلاطون، من خلال سقراط، أن فقط الاتصال المباشر بين المعلم وتلميذه قادر على رفع نفس الطالب إلى المعرفة الحقيقية ودعم قيمة الكلمة المنطوقة كوسيلة وحيدة قادرة على اختراق روح المستمع، وبالمقابل نفى صحة جميع الكتابات، حتى تلك الخاصة به. وكما القول أن كل ما قُدم لنا من كل هذه الحوارات ليست الا نسخة باهتة من جوهر الفكر الفلسفي، والتي فقط طلاب الأكاديمية كان بإمكانهم الوصول إليه.
بعد الاحتفال بالشفوية، التي يتبناها الرجل الحكيم لبث علمه، يختتم الحوار بالصلاة على آلهة المكان الموجود فيه مع فيدروس، ليبقى الجمال دائما فيه وليجعلها تتصرف وفقا لجوهرها.